# Deparia nanchuanensis
Deparia nanchuanensis är en majbräkenväxtart som först beskrevs av Ren-Chang Ching och Z.Y.Liu, och fick sitt nu gällande namn av Z.R.He. Deparia nanchuanensis ingår i släktet Deparia och familjen Athyriaceae. Inga underarter finns listade.